# カレブ・スミス・ウッドハル
カレブ・スミス・ウッドハル (Caleb Smith Woodhull、1792年2月26日 - 1866年7月16日)はアメリカの政治家。

## 略歴
ミラープレース (ニューヨーク州)で生まれた。 1811年にイェール大学を卒業し、1817年に弁護士となった。
米英戦争では弁護士となるための勉強を中断してニューヨーク州民兵を務めた。1830年の辞任まで、活動を続けた。
ホイッグ党 に所属して、1836年に市議会議員(Common Council)、1839年に市会議員(Board of Aldermen )となった。 
1849年から1851年までニューヨーク市長を務めた。
市長引退後、ミラープレイスに引っ越し、そこで死亡した。